# Saint-Ouen-sur-Maire

Saint-Ouen-sur-Maire este o comună în departamentul Orne, Franța. În 1 ianuarie 2018 avea o populație de 91 de locuitori.